# Исаевский (Курская область)
Исаевский — посёлок в Большесолдатском районе Курской области. Входит в Нижнегридинский сельсовет.

## География
Посёлок находится на границе Большесолдатского и Медвенского районов на реке Немча, в 47 километрах к юго-западу от Курска, в 19 километрах к юго-западу от районного центра — села Большое Солдатское, в 3 км от центра сельсовета – Нижнее Гридино.
Климат
Посёлок, как и весь район, расположена в поясе умеренно континентального климата с тёплым летом и относительно тёплой зимой (Dfb в классификации Кёппена).

## Население
| 2002 | 2010 |
| ---- | ---- |
| 37   | ↘31  |

## Инфраструктура
Личное подсобное хозяйство с зоной сельскохозяйственного использования, индивидуальная застройка усадебного типа.
В посёлке 25 домов.

## Транспорт
Исаевский находится в 7 км от автодороги регионального значения 38К-004 (Дьяконово — Суджа — граница с Украиной), в 3,5 км от автодороги межмуниципального значения 38Н-079 (38К-004 – Нижнее Гридино – Сула), в 25,5 км от ближайшего ж/д остановочного пункта 439 км (линия Льгов I — Курск).